# Christer Laurén
Hans Christer Laurén, född 3 juli 1942 i Helsingfors, död 19 september 2022, var en finlandssvensk språkvetare.
Laurén blev filosofie doktor 1972. Han har gjort sin akademiska karriär som professor vid Vasa universitet (tidigare handelshögskola/högskola), där han 1970–1975 var biträdande professor och sedan 1975 professor i svenska språket.
Vid Vasa universitet har Laurén arbetat aktivt för att ge ämnet svenska språket en egen profil genom att satsa på forskning och undervisning i svenskt fackspråk och flerspråkighet och skapa internationella kontakter inom dessa områden. Med utgångspunkt i en modell hämtad från Kanada har han i Finland introducerat språkbadet som en väg till flerspråkighet.
Laurén inledde sin vetenskapliga bana som traditionell filolog. Han skrev sin doktorsavhandling om Jöns Budde, Predikanten som översättare (1972). Även Den fornsvenska legenden om fru Karin (1973) behandlar översättning och handskrifter knutna till Vadstena kloster. Det filologiska intresset har senare fått stå tillbaka för språknormering, fackspråk och språkbad med skrifter som Normer för finlandssvenskan (1985), Från kunskapens frukt till Babels torn. En bok om fackspråk (tillsammans med Marianne Nordman, 1987) och Språkbad. Forskning och praktik (1999).
Han tilldelades Choraeuspriset av Olof och Siri Granholms stiftelse år 2003. Österbottens förbund utsåg honom till Årets Österbottning 2007. År 2014 invaldes han till korresponderande ledamot av Institut d'Estudis Catalans.